# Zanthoxylum fagara
Zanthoxylum fagara là một loài thực vật có hoa trong họ Cửu lý hương. Loài này được (L.) Sarg. miêu tả khoa học đầu tiên năm 1890.

## Hình ảnh

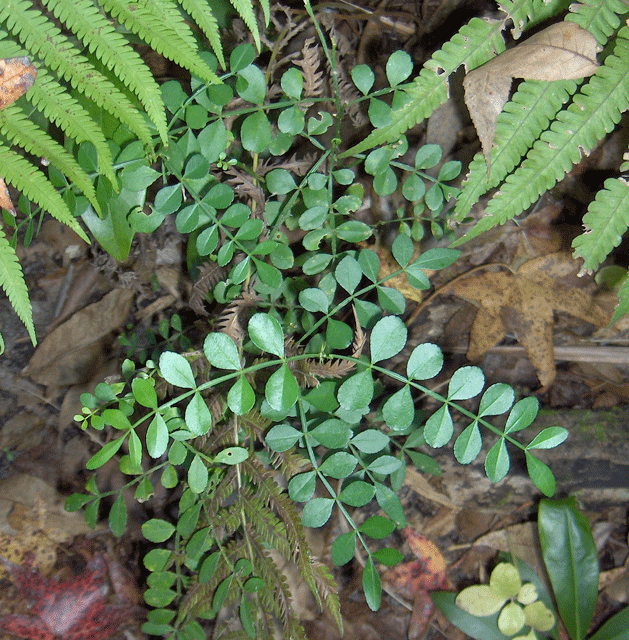
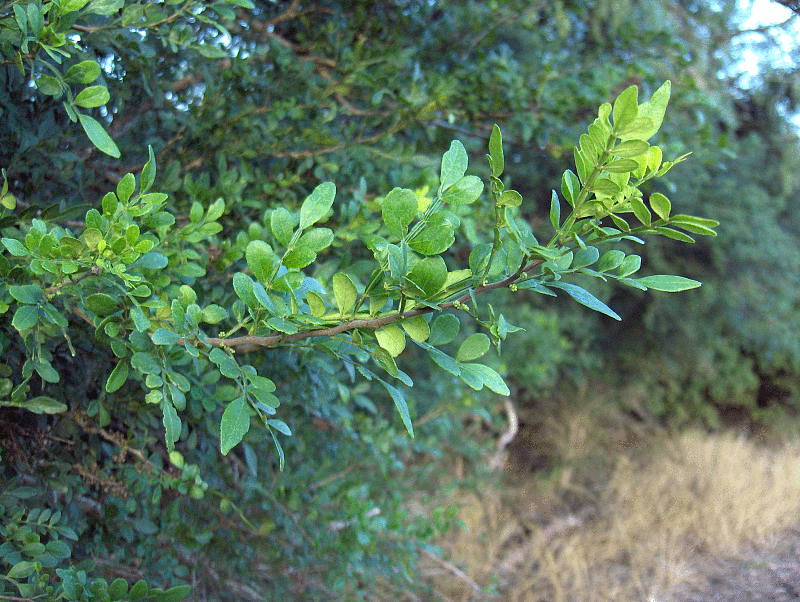